# Стеван Пилиповић
Стеван Пилиповић (Нови Сад, 24. мај 1950) српски је универзитетски професор, математичар и академик.

## Биографија
Природно-математички факултет у Новом Саду, основне студије завршио је 1973. године, магистрске студије 1977, докторат одбранио 1979. 
Природно-математички факултет Универзитета у Београду, магистарске студије 1977. под менторством академика Богољуба Станковића. На усавршавању током 1981/1982. је био у Килу, Немачка (3 месеца).
Професор је математике, од 1987, у пензији од 2020. на Департману за математику и информатику Универзитета у Новом Саду.
За дописног члана Српске академије наука и иметности изабран је 30. октобра 2003. Године 2009. изабран је за академика Српске академије наука и уметности.
Управник Одељења за математику Математичког института САНУ; председник Огранка у Новом Саду од марта 2015.
Његова истраживања припадају областима функционалне анализе, генерализованих функција и хиперфункција, псеудодиференцијалних оператера, временско-фреквенцијске анализе, линеарних и нелинеарних једначина са сингуларности као и Теорија вероватноће и стохастичких процеса. Осим тога, заинтересован је за математичке моделе у механици са применама у медицини. Тренутно је председник новосадског огранка Српске академије наука и уметности и лидер Центра изврсности ”Центра за математичка истраживања нелинеарних феномена” на Природно-математичком факултета Универзитета у Новом Саду.
Главни је уредник часописа Publ. Inst. Math. (Београд) и NSJOM - Novi Sad Journal of Mathematics (Нови Сад).
Стручна удружења чији је члан и функције у њима: председник Комисије за математику у Министарству науке до 2006; члан Националног савета за науку; управник Одељења за математику у Математичком институту САНУ; члан Друштва математичара Србије, Америчког математичког друштва и Лондонског математичког друштва; референт за Америчко математичко друштво; потпредседник Асоцијације за уопштене функције са центром у Бечу, до 2016; члан ISAAC (International Society for Analysis, its Applications and Computation), руководилац Центра изврсности „Центра за математичка истраживања нелинеарних феномена” на Природно-математичком факултету у Новом Саду; председник Управног одбора Српског научног математичког друштва; председник Већа докторске школе математике у Србији; од 2015. евалуатор Европске комисије за пројекте програма H2020.

## Признања и награде
- Октобарска награда града Новог Сада (1995)[2];
- Награда ПМФ за научне активности (2009)[2];
- Награда за животно дело (2016), додељује Удружење универзитетских наставника и научника Војводине[2];
- Признање „Милутин Миланковић“ за област науке Покрајинске владе Војводине 2018. године (2019)[2];
- Захвалница на конференцији ”I Congress of Differential Equations, Mathematical Analysis and Applications CODEMA 2020 IX Seminar of Differential Equations and Analysis” (2020)[2];
- Конференција ”International Conference on Generalized Functions”, Универзитет Гент (Белгија), је била посвећена академику Стевану Пилиповићу за 70. рођендан (2020)[2].

## Одабрана библиографија
- Pilipović, S., Stanković, B., Takači, A., Asymptotic of Generalized Functions and the Stieltjes Transformation of Distributions, Teubner Texte zur Mathematik, Band 116, 1990.
- Nedeljkov, M., Pilipović, S., Scarpalezos, D., Linear Theory of Colombeau's Generalized Functions, Addison Wesley, Longman, 1998.
- Carmichael, R., Kaminski, A., Pilipović, S., Boundary Values and Convolution in Ultradistribution Spaces, ISAAC Series on Analysis Applications and Computations, Vol. 1, World Scientific, 2007.
- Pilipović, S., Stanković, B., Vindas, J.,Asymptotic behavior of generalized functions. Series on Analysis, Applications and Computation, 5. World Scientific Publishing Co. Pte. Ltd., Hackensack, NJ, 2012.
- Atanacković, T. M., Pilipović, S., Stanković, B., Zorica, D.,Fractional Calculus with Applica-tions in Mechanics: Vibrations and Diffusion Processes, ISTE - Wiley, 2014, London.
- Atanacković, T. M., Pilipović, S., Stanković, B., Zorica, Fractional Calculus with Applica-tions in Mechanics: Wave Propagation, Impact and Variational Principles, ISTE - Wiley, 2014, London